# Neolitická revoluce
Neolitická revoluce je termín charakterizující přechod od společnosti lovců a sběračů k společnosti usedlé, jejíž hospodářství je založeno na zemědělství, které vyžaduje soukromé vlastnictví.

## Charakteristika

Oblast úrodného půlměsíce

Tento proces pravděpodobně proběhl poté, co skončila poslední doba ledová. Přibližně před 15 tisíci lety začala růst hladina moří a rozšiřuje se usedlý způsob života (natufijská a mushabianská kultura). Je zaveden řád a hierarchie. K přechodu k zemědělství došlo někdy mezi 10. a 8. tisíciletím př. n. l. (holocén, předkeramický neolit) v oblastech Předního východu, na území tzv. úrodného půlměsíce, a je to považováno za jednu z nejdůležitějších událostí v celých dějinách lidstva. Tou dobou se zemědělství začalo vyskytovat také na ostrovech, jako je Kypr.
Pojem „neolitická revoluce“ byl (jako analogie ke staršímu pojmu průmyslová revoluce) rozšířen archeologem australského původu Verem Gordonem Childem a jím poprvé užit roku 1936 (pojem jako takový se vyskytoval již dříve). Ten považoval klimatickou změnu za hlavní příčinu. Avšak pojem „revoluce“ není nejpřesnějším označením vzhledem k faktu, že celý proces neolitizace trval několik tisíciletí a nejednalo se tedy o změnu rychlou. Ve 20. století byl tedy vliv zemědělství zveličován, nezpůsobil totiž větší nárůst populace a podle genetických a jiných studií došlo k nárůstu populace dříve, s čímž by mohlo souviset i vymírání v pleistocénu (včetně vymizení ostatních druhů člověka) a behaviorální modernita. Základem neolitické revoluce je totiž eliminace konkurence (predátorů, plevele). Známky kultivace rostlin jsou i 23 tisíc let či více staré. Mouka se mele nejméně 30 tisíc let a chléb se peče nejméně 14 tisíc let. K přechodu k zemědělství tedy docházelo postupně už od doby před klimatickou změnou. Zemědělství se tedy mohlo rozšířit do světa (včetně Ameriky) z jednoho zdroje. Pozvolnost změny také naznačuje, že se nejednalo o zájem elit, ale potřebu chudých lidí. Revoluci podmiňovaly nové starověké technologie jako metalurgie. I později růst složitosti a velikosti společnosti určovala zemědělská produkce a technologie zbraní.

## Zemědělství

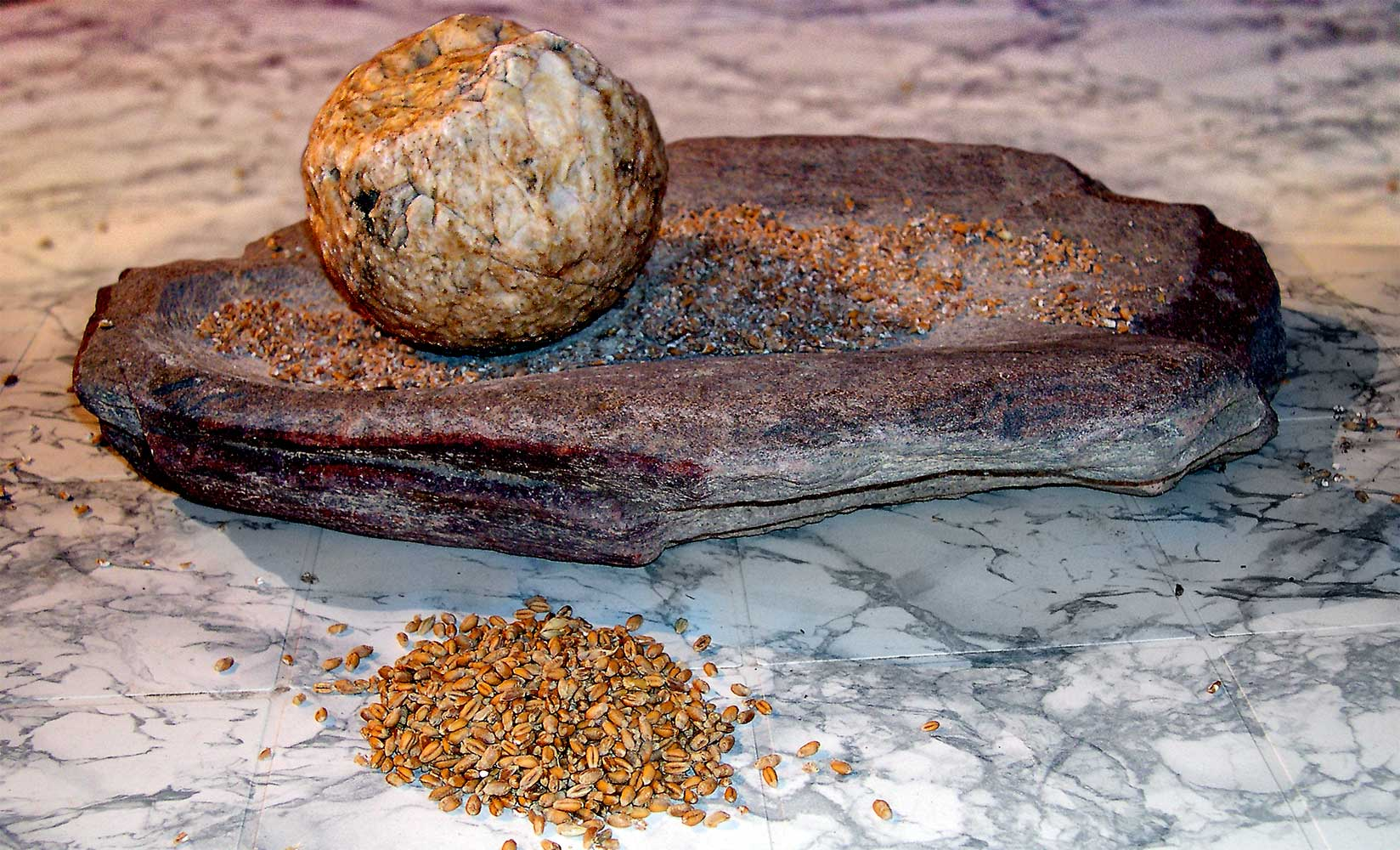
Primitivní nástroj na mletí obilí

V 10. nebo v 9. tisíciletí př. n. l. došlo v oblasti tzv. úrodného půlměsíce (tj. v oblasti dnešní Palestiny, Sýrie, Turecka, Íránu a Iráku) ke změnám ve způsobu získávání obživy a přechodu z nomádského způsobu života. Vhodné podnebí bylo i jinde. Doložena je výsadba fíkovníků (9300 př. n. l). Po určitou dobu trvalo období sběru zrn divokých trav. Lidé postupně začali sami účelově pěstovat obilí (lipnicovité). Hlavně pšenici jednozrnku (cca 10000 př. n. l) a dvouzrnku (8800 př. n. l v Tell Aswad) a také ječmen. Také začali chovat dobytek (ovce, kozy, hovězí dobytek). Nejstaršími sídlišti, kde byla archeologicky zaznamenána přítomnost obilnin, jsou Mureybit v severní Sýrii (odhadované stáří nálezu 8050–7542 př. n. l.), Ali Koš v Íránu (7500–6750 př. n. l) a Jericho na Palestinských územích (7000 př. n. l.). Vedle obilnin také pěstovali hrách, čočku, proso (Čína), len, mák, boby, výjimečně i oves a žito. Podobná centra se o něco později vytvořila i ve Střední Americe a na Dálném východě (oblast Žluté řeky).
Zemědělství je také doprovázeno intenzivním využitím dřeva (trám, topůrko, kolo, loď) při kácení lesů. Zvýší se také sedimentace.

## Domestikace zvířat

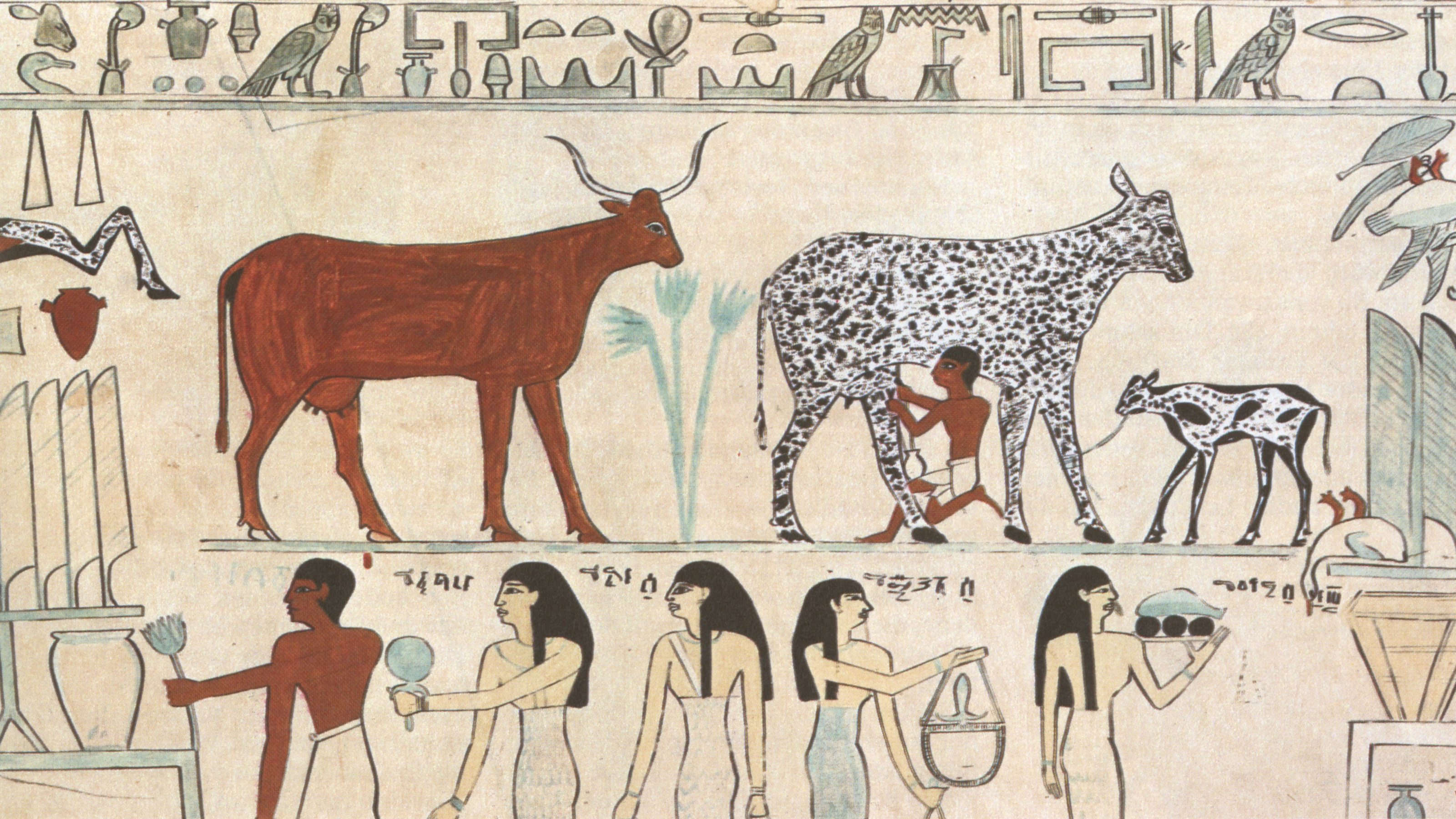
Domestikovaný skot byl využíván k produkci mléka

Zároveň se začátkem pěstování obilnin, došlo i k domestikaci divokých zvířat. Zpočátku si lidé pravděpodobně vytvářeli tzv. živé konzervy. Tj. drželi v zajetí mláďata ulovených zvířat a vykrmovali je k pozdější spotřebě. Archeologicky nejsme schopni u kosterního nálezu postihnout, jestli se jednalo o „živou konzervu“ či již plně domestikované zvíře. Až později došlo k výraznému zmenšení velikosti chovaných zvířat. Nejstarší nálezy kostí ovce ze sídliště pocházejí ze Zarev Chemi/Shandaru (9 000 př. n. l.). Nálezy koz se objevují později – kolem 7 500 – 6 750 př. n. l. Kosti hovězího dobytka byly nalezeny v Jerichu (7 000 – 6 750 př. n. l.), Agrisse (6 500 př. n. l.) a Knossu (6 100 př. n. l.). Domestikovaný vlk – pes se objevil na sídlištích mimo úrodný půlměsíc, a to ve Star Carr (Anglie) a v Seckenberg Moor (Německo, cca 7 500 př. n. l.). Nelze vyloučit, že sloužil (i) jako potrava. Evolučně se ale oddělil již před více než 30 tisíci lety. Kůň se objevuje na Ukrajině kolem r. 4 000 př. n. l., snad v souvislosti s lokálními nomádskými společnostmi. Na evropském severu je uvažováno o domestikaci soba již na konci paleolitu.
Intolerance laktózy byla tak selekcí geneticky potlačena.

## Ostatní pokrok

### Broušená industrie

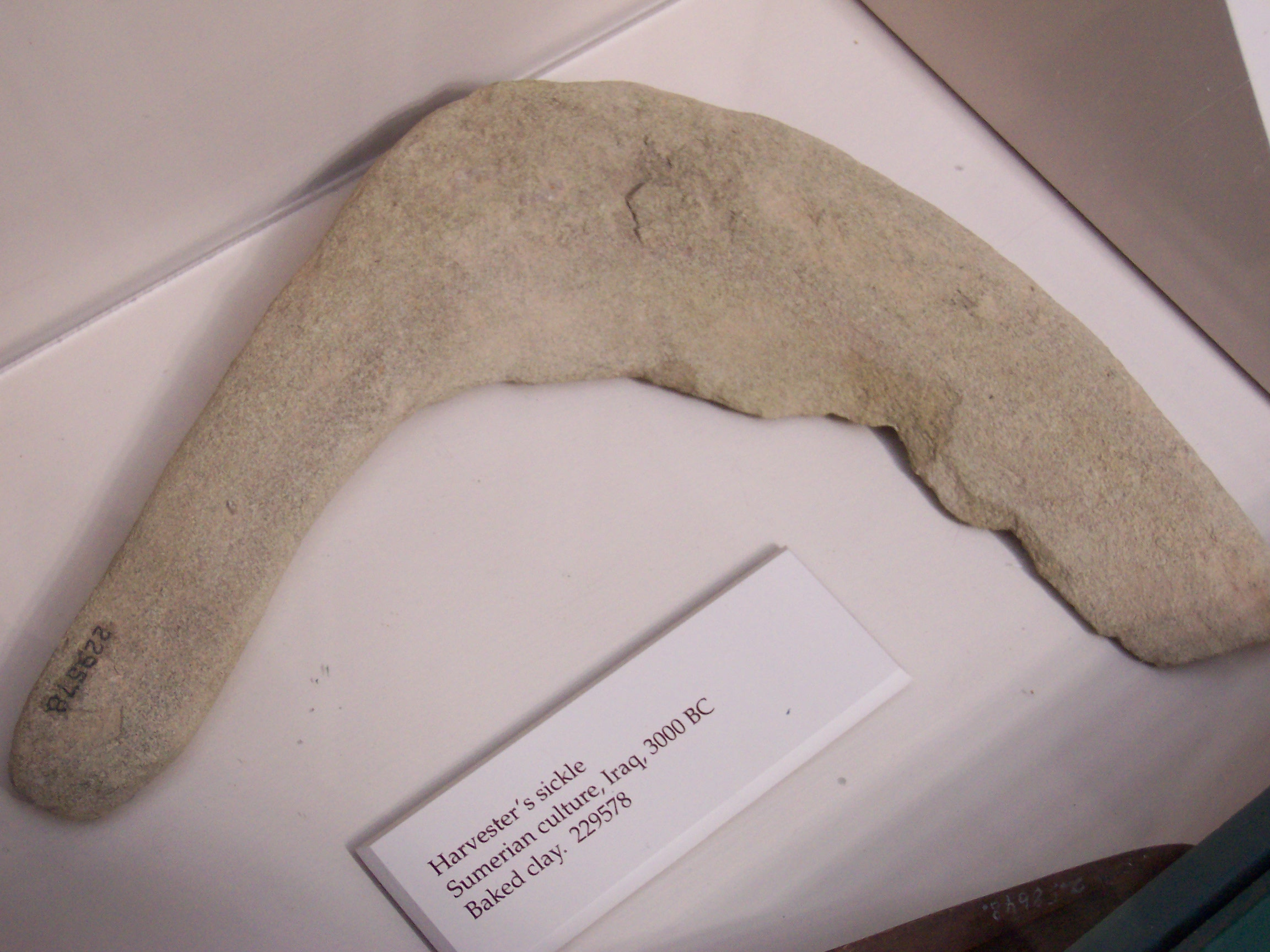
Sumerský srp z doby přibližně 3000 př. n. l.

Kámen se nadále opracovával štípáním jako v paleolitu, ale objevila se i úprava broušením (nejstarší nálezy jsou i přes 40 tisíc let staré). Nástroje tak byly opracovány jemněji a vznikaly i nové tvary (motyka, mlat atd.). V této době již lidé dokázali provrtat otvor pro topůrko. Typickým nálezem bývají srpy, jejichž čepel je složena z malých štípaných čepelek, které jsou smůlou či asfaltem vlepeny do hluboké spáry vytvořené v kostěné či dřevěné rukojeti.

### Keramika
Keramika je stará více než 20 tisíc let (gravettien). Rozšířily se hliněné nádoby, které byly vypalovány buď v ohništích nebo o něco později v keramických pecích. Keramika byla nalezena v Džarmu v Iráku (kolem 5 400 př. n. l.), další nálezy pocházejí z Anatolie.

### Textilie
I textilie je starší než 20 tisíc let. Nacházíme doklady výroby textilií v podobě závaží tkalcovského stavu, přeslenů a konečně i otisků samotných látek na dnech keramických nádob (pravděpodobně nechávali lidé tohoto období nádoby před samotným výpalem vyschnout tak, že je postavili na látky a vysušili na slunci). Doklady o jedněch z nejstarších textilií na světě byly nalezeny i na Moravě, v oblasti Pavlova a Dolních Věstonic.

## Sociální změny
Lidé poprvé převzali kontrolu nad způsobem získávání potravin, tj. přestali být závislí na tazích lovné zvěře a dokázali regulovat množství potravy, které bylo třeba k uživení komunity, což ve svém výsledku vedlo k růstu populace a potřebě intenzifikace komunikace. Ačkoli se mluví o zlepšení podmínek, člověk měl více práce, nemocí od chovaných zvířat a méně stravy (více zkažené zuby, menší postava). Až po několika tisících letech se životní úroveň vrátila na úroveň před revolucí.
Objevuje se dělba práce mezi pohlavími. Produkce přebytku potravy umožnila také specializaci povolání; nebylo již nutné, aby se na výrobě potravin podílela celá komunita, a to umožnilo vydělení vrstvy řemeslníků. Důvodem nemusela být nadprodukce, ale kultivace skladovatelných a danitelných obilovin. Vznikla tak později i standardizace, umožňující vznik písma, čísel, zákonů, peněz a stezek.
Od kočovného způsobu života se přechází k vytváření trvalému osídlení relativně menších, vhodně zvolených území (Sedentarizace – usazení se lidstva v trvalých sídlech, v podstatě domestikace člověka sebou samým).
Dlouhodobé osídlení jednoho místa také umožnilo akumulaci majetku a vedlo k rozvoji obchodu s přebytky. Materiální rozdíly mezi lidmi jsou doloženy před více než 6000 lety. Vývoj vyvrcholil na předním Východě vznikem opevněných osad (později latinské castrum a castellum), z nichž se některé rozrostly do původně teokratických měst (např. Jericho okolo 9 000 př. n. l., Kal'at Džarmo, Khirotikia na Kypru nebo Çatal Hüyük v Anatolii) a vznikají pak vyspělé civilizace (centralizace moci, rovnost nahradila hierarchie). Bylo zavedeno náboženství a otrokářství (sloužení bohům, na dluh). Rozvíjejí se v okolí velkých řek (Mezopotámie, Nil, Indus, Žlutá řeka).
Rovnostářská společnost lovců a sběračů neznala ani pojem otcovství, ale po neolitické revoluci se může vytvářet patriarchát. Monogamie patrně souvisí ze zemědělstvím, protože v lovecko-sběračských společnostech i u primátů převažuje polygamie.
Objevuje se válčení a organizované násilí mezi lidmi, které nebylo doloženo pro předchozí paleolit (např. z jeskynních maleb, kosterních pozůstatků či jiných artefaktů). Nicméně násilí již existovalo. Muži geneticky téměř vymřeli. Lidská oběť umožňovala zastrašit ostatní a vytvořit hierarchickou společnost. Zastrašování obecně doprovázelo nejen taktiku boje, ale sloužilo k vytváření bázně a ovládání obyvatel. Disciplína tak umožnila vytvořit větší společnost. Strach z konfliktu měnil lidskou populaci spíše než environmentální vliv.